# Pleurospermum benthamii
Pleurospermum benthamii är en flockblommig växtart som först beskrevs av Dc., och fick sitt nu gällande namn av Charles Baron Clarke. Pleurospermum benthamii ingår i släktet piplokor, och familjen flockblommiga växter. Utöver nominatformen finns också underarten P. b. benthamii.